# Халыков, Ахмет
Ахме́т Халы́ков (каз. Ахмет Қалықов; 1926 год — 2006 год) — старший чабан совхоза «Караузякский» Сырдарьинского района Кзыл-Ординской области, Казахская ССР. Герой Социалистического Труда (1966).

## Биография
Происходит из подрода бабас рода баганалы племени найман.
Трудовую деятельность начал в 15 лет. С 1941 по 1959 год — чабан в колхозе «Коксу» Южно-Казахстанской области. В 1959 году переехал в Сырдарьинский район Кзыл-Ординской области, где стал работать чабаном, старшим чабаном в колхозе «Комсомол» (с 1962 года — совхоз «Караузякский») Сырдарьинского района.
В 1965 году вырастил 185 ягнят от 100 овцематок и получил в среднем с каждой овцы по 3,1 килограмм шерсти. За достигнутые успехи в развитии животноводства, увеличении производства и заготовок мяса, молока, яиц и шерсти и другой продукции удостоен звания Героя Социалистического Труда указом Президиума Верховного Совета СССР от 22 марта 1966 года с вручением ордена Ленина и золотой медали «Серп и Молот».

## Награды
- Герой Социалистического Труда
- Орден Ленина
- Орден «Знак Почёта»